# 槍奉行
槍奉行（やりぶぎょう）は、江戸幕府や諸藩に置かれた役職の1つ。鑓奉行、鎗奉行とも書かれる。
備内で軍役により侍が動員した槍足軽を集成して指揮をした。指揮する槍足軽の規模は備の規模により左右されるが、将軍の本陣備となると数百の槍足軽を采配した。

## 安土桃山時代
関ヶ原の戦いでは旗奉行（兼槍奉行）として村串与三左衛門、酒井重勝（兼使番）が担当。
村越直吉と先を争い、徳川家康指名にて河野通玄が指揮にて長柄備を指名される。(家康本陣、遣奉行、河野盛利か?)

## 江戸幕府
それまでは戦時に任命される非常職だったが、寛文9年（1669年）に4人が任命されて以後、常時置かれるようになり、定員は3人から5人と時代によって変化した。老中の支配を受け、布衣役で2000石高。殿中席は菊の間南敷居外席。寛文6年（1666年）には役料500俵が支給されたが、天和2年（1682年）に支給は停止。慶応2年（1866年）に廃職。
元々戦時のみ置かれる職で、平時においては幕府における槍に関する事務を司る閑職であった。幕府が安定期を迎えるにつれてその重要性は薄れ、しだいに旗奉行同様に老齢まで勤仕した旗本に対する名誉職と化した。長柄槍組同心と八王子千人同心頭を統括した。
奉行1人につき10人の同心（30俵2人扶持）が配属された。